# تایسکریشن ایم اینکرایس
تایسکریشن ایم اینکرایس (به آلمانی: Taiskirchen im Innkreis) یک منطقهٔ مسکونی در اتریش است که در ناحیه راید ایم اینکرایس واقع شده‌است. تایسکریشن ایم اینکرایس ۳۴٫۵۳ کیلومتر مربع مساحت دارد ۴۷۵ متر بالاتر از سطح دریا واقع شده‌است.